# Fiat Ulysse
Fiat Ulysse первого поколения — переднеприводной минивэн, разработанный и выпускавшийся в 1994—2002 годах на совместном франко-итальянском предприятии Sevel Nord в Валансьене, Франция. Автомобиль, построенный на платформе U60 и входивший в семейство евровэнов первого поколения, позиционировался как наиболее доступный из них.
Название Ulysse происходит от имени древнегреческого героя Одиссея (лат. Ulysses).

## История модели

### Разработка
Первый шаг в развитии европейских минивэнов сделала французская аэрокосмическая компания Matra, имевшая также автомобильное подразделение (входившее в состав концерна PSA Peugeot-Citroën), создавшее в 1980 году прототип однообъёмного автомобиля Projet P18 с пластиковым кузовом. Однако он не заинтересовал руководство PSA и после некоторых доработок был продан главному конкуренту — Renault, которая в 1984 году представила минивэн Renault Espace, ставший родоначальником всех европейских минивэнов. Автомобиль стал весьма успешен, и для конкуренции с ним было принято решение разрабатывать свой проект однообъёмного автомобиля. Однако работа продвигалась с трудом, и удачных идей не возникало. В 1986 году компания Heuliez разработала прототип однообъёмника на базе Citroën BX, однако он был отвергнут из-за недостаточной вместительности.
Решением проблемы мог быть альянс с другим автопроизводителем, и на роль партнёра идеально подходила итальянская компания Fiat. У Peugeot-Citroën уже был успешный опыт сотрудничества с Fiat в Южной Америке — совместная компания Sevel (Société Européenne de Véhicules Légers). В декабре 1988 года во французском городе Валансьене был построен завод Sevel Nord.
Работы над проектом нового минивэна, получившим обозначение U60, начались в 1987 году. Автомобиль должен был получиться не слишком маленьким, как Nissan Prairie, и не слишком большим, как Toyota Previa, кроме того, было запланировано его производство под несколькими марками с некоторыми различиями в соответствии с фирменным стилем и принципами каждого бренда. Над внешним видом модели работали дизайн-студии Peugeot, Citroën, Fiat, Lancia и Alfa Romeo, а также были привлечены итальянские кузовные ателье Pininfarina, Bertone, Italdesign и IDEA. Было изготовлено большое количество макетов, и к 1989 году был достигнут консенсус о дизайне.
Далее началась разработка основных элементов конструкции автомобиля, а также период маркетинговых исследований. Поначалу предполагалось, что PSA задействует бренд Talbot, однако в связи с падением спроса и ухудшающейся репутацией этой марки было принято решение выпускать евровэн под марками Peugeot и Citroën. Концерн Fiat также принял решение производить модель под двумя брендами — Fiat и Lancia, причём последняя позиционировалась как наиболее роскошный и престижный автомобиль из всех.

### Производство
Автомобиль был представлен на Женевском автосалоне 10 марта 1994 года вместе с тремя другими минивэнами проекта U60 — Lancia Zeta, Peugeot 806 и Citroën Evasion. Новинки получили в СМИ неофициальное (впоследствии закрепившееся официально) общее название «евровэны» (англ. eurovans). Все они производились на одном заводе Sevel Nord в Валансьене.

## Конструкция

### Кузов
Fiat Ulysse имеет однообъёмный несущий кузов. Его конструкция аналогична таковой у родственных минивэнов, имеются лишь внешние отличия в оформлении решётки радиатора, а также передней и задней светотехники. Кузов оцинкован. Модель имеет хорошую обзорность за счёт большой площади остекления, а в салоне очень светло.
Задние боковые двери — сдвижные, что делает посадку в салон минивэна более удобной, чем у моделей-конкурентов, таких как Volkswagen Sharan. Дверь багажного отделения открывается вверх. Отмечается, что в машинах до 1996 года выпуска в сдвижных дверях со временем появляется люфт, а задняя дверь начинает скрипеть при проезде неровностей.

### Двигатели
| Описание     | Период           | Тип                              | Объём     | Мощность                         | Крутящий момент       | Название       |
| 1.8 8V       | с 1996 по 2000   | 4-цилиндровый рядный, бензиновый | 1.761 cm³ | 73 КВ (99 л. с.) @6.000 об/мин   | 147 N·m @2.600 об/мин | PSA XU7        |
| 2.0 8V       | с дебюта по 2000 | 4-цилиндровый рядный, бензиновый | 1.998 cm³ | 89 КВ (121 л. с.) @5.750 об/мин  | 170 N·m @2.650 об/мин | PSA XU10 2C    |
| 2.0 16V      | с 1999 по 2000   | 4-цилиндровый рядный, бензиновый | 1.998 cm³ | 97 КВ (132 л. с.) @5.500 об/мин  | 180 N·m @4.200 об/мин | PSA XU10 J4    |
| 2.0 16V      | с 2000           | 4-цилиндровый рядный, бензиновый | 1.997 cm³ | 100 КВ (136 л. с.) @6.000 об/мин | 190 N·m @4.100 об/мин | PSA EW10 J4    |
| 2.0 Turbo 8V | с дебюта по 2000 | 4-цилиндровый рядный, бензиновый | 1.998 cm³ | 108 КВ (147 л. с.) @5.300 об/мин | 235 N·m @2.500 об/мин | PSA XU10 J2 TE |
| 1.9 TD 8V    | с дебюта по 2000 | 4-цилиндровый рядный, дизельный  | 1.905 cm³ | 66 КВ (90 л. с.) @4.000 об/мин   | 196 N·m @2.250 об/мин | PSA XUD9       |
| 2.0 JTD 8V   | с 1999 по 2000   | 4-цилиндровый рядный, дизельный  | 1.997 cm³ | 80 КВ (109 л. с.) @4.000 об/мин  | 250 N·m @1.750 об/мин | PSA DW10 ATED  |
| 2.0 JTD 16V  | с 2000           | 4-цилиндровый рядный, дизельный  | 1.997 cm³ | 80 КВ (109 л. с.) @4.000 об/мин  | 270 N·m @1.750 об/мин | PSA DW10 ATED4 |
| 2.1 TD 12V   | с 1996 по 2000   | 4-цилиндровый рядный, дизельный  | 2.088 cm³ | 80 КВ (109 л. с.) @4.300 об/мин  | 250 N·m @2.000 об/мин | PSA XUD11      |

## Пассивная безопасность
Краш-тест Peugeot 806, являющегося конструктивным аналогом Fiat Ulysse и проведённый Euro NCAP в 1999 году, выявил некоторые недостатки модели. Голова манекена достигла подушки безопасности до полного раскрытия, грудь испытала значительные нагрузки от лямки ремня, а подголовник водительского кресла вылетел из гнёзд крепления и оказался снаружи автомобиля. Была отмечена опасность травмирования ног водителя из-за смещения рулевой колонки, педали тормоза и сильной деформации пола. В то же время было замечено и положительное качество минивэна — высокая прочность силовой структуры кузова, что особенно важно при столкновениях на высоких скоростях, а также при боковых ударах.
Лобовой удар
Был проведён удар автомобиля о деформируемый барьер на скорости 64 км/ч с 40-процентным перекрытием. На оценку оказали влияние смещение рулевой колонки, а также высокий уровень нагрузки от ремня безопасности. Лопнул сварной шов ниши для ног, из-за чего голеностоп водителя подвергается риску серьёзных травм. Кроме того, жёсткие элементы в районе рулевой колонки подвергают опасности правую ногу водителя. Подголовник водительского сиденья при ударе вырвался из креплений и вылетел в окно. В минус автомобилю пошло то, что среднее заднее сидение оборудовано не трёхточечным, а поясным ремнём безопасности, который к тому же может быть снят и убран.
Боковой удар
Был осуществлён удар тележкой массой 950 кг с деформируемым передком на скорость 50 км/ч. Дверь минивэна была повреждена внизу и вмялась внутрь салона. Голова манекена-водителя неопасно соприкоснулась с креплением ремня безопасности и верхней частью центральной стойки. Выяснилось, что передний подлокотник может представлять опасность для живота водителя. Иных претензий высказано не было.
Безопасность пассажиров-детей
Рекомендованные компанией-производителем детские кресла обеспечили хороший уровень безопасности маленьких пассажиров, в частности, защитили их от удара головой о передние сидения. Не обошлось и без недостатков, снизивших оценку: в стандартную комплектацию евровэнов входят передние подушки безопасности, которые могут нести угрозу ребёнку, расположенному на переднем пассажирском сиденье, однако производитель не снабдил автомобиль достаточным количеством надписей с предупреждением об этом.
Наезд на пешехода
Капот и бампер евровэна не уберегут пешехода от серьёзных травм при наезде, поэтому он получил низкую оценку — всего одну звезду. Производителю были даны рекомендации обратить особое внимание на этот аспект безопасности.
Системы безопасности
Согласно отчёту Euro NCAP, в стандартную комплектацию Fiat Ulysse, которая продавалась в Евросоюзе в 1999 году, входят 2 передние подушки безопасности, ремни безопасности с преднатяжителями и ограничителями нагрузки, а также гидроусилитель руля.
| Euro NCAP                                           | Euro NCAP | Euro NCAP | Euro NCAP |
| --------------------------------------------------- | --------- | --------- | --------- |
| Рейтинги                                            | Пассажир  |           | 22        |
| Рейтинги                                            | Пешеход   |           | 8         |
| Протестированная модель: Peugeot 806 2.0 LHD (1999) |           |           |           |